# Karl-Otto König
Karl-Otto König (Münster, 26 de julio de 1955), diplomático alemán. 

## Biografía
König estudió derecho en la Universidad de Münster. En 1986 ingresa en el Servicio Exterior alemán. A partir de 1989 ocupó posiciones diplomáticas en Puerto Príncipe y Madrid.
Entre 2000 y 2003 fue asesor del Ministerio del Interior en asuntos de derecho constitucional y política de seguridad en la región mediterránea. Posteriormente fue director del área latinoamericana en el Servicio Exterior.
En agosto de 2009 fue embajador de Alemania en Montevideo y actualmente (2019) se desempeña como Jefe de la Delegación de la Unión Europea en Uruguay.
Casado con Emma König, tiene tres hijos.